# Tour del Porvenir 2016
La 53.ª edición del Tour del Porvenir (nombre oficial en francés: Tour de l'Avenir) fue una carrera de ciclismo en ruta por etapas que se celebró entre el 20 y el 27 de agosto de 2016 en Francia con inicio en la ciudad de Le Puy-en-Velay y final en Saint-Sorlin-d'Arves sobre un recorrido total de 896,7 kilómetros.
La carrera formó parte del UCI Europe Tour 2016, dentro de la categoría UCI 2.Ncup (Copa de las Naciones UCI sub-23 limitada a corredores menores de 23 años).
La carrera fue ganada por el ciclista David Gaudu de la selección nacional sub-23 de Francia. El podio lo completaron el ciclista Edward Ravasi de la selección nacional sub-23 de Italia y el ciclista Adrien Costa de la selección nacional sub-23 de Estados Unidos.

## Equipos participantes
| Equipos nacionales (23)- Gran Bretaña sub-23 - Australia sub-23 - Colombia sub-23 - Dinamarca sub-23 - España sub-23 - Francia sub-23 - Alemania sub-23 - Italia sub-23 - Países Bajos sub-23 - Noruega sub-23 - Rusia sub-23 - Eslovenia sub-23 - Estados Unidos sub-23 - Suiza sub-23 - Polonia sub-23 - Luxemburgo sub-23 - Japón sub-23 - República Checa sub-23 - Bélgica sub-23 - Austria sub-23 - Sudáfrica sub-23 - Kazajistán sub-23 - Marruecos sub-23 Unknown team category- Equipo mixto UCI sub-23 |
| |

## Recorrido
El Tour del Porvenir dispuso de 8 etapas para un recorrido total de 896,7 kilómetros con inicio en la ciudad de Le Puy-en-Velay y final en Saint-Sorlin-d'Arves, comprendiendo 1 contrarreloj individual, 3 etapas de montaña, 1 etapa de media montaña y 3 etapas llanas.
| Etapa     | Fecha     | Recorrido                                        | type                    | Distancia (km) | Ganador                 | Líder                   |
| --------- | --------- | ------------------------------------------------ | ----------------------- | -------------- | ----------------------- | ----------------------- |
| 1.ª etapa | 20 de ago | Le Puy-en-Velay – Veauche                        | etapa llana             | 137,7          | Vincenzo Albanese       | Vincenzo Albanese       |
| 2.ª etapa | 21 de ago | Montrond-les-Bains – Trévoux                     | etapa llana             | 156,6          | Amund Grøndahl Jansen   | Amund Grøndahl Jansen   |
| 3.ª etapa | 22 de ago | Bourg-en-Bresse – Autun                          | etapa escarpada         | 171,4          | Kristoffer Halvorsen    | Amund Grøndahl Jansen   |
| 4.ª etapa | 23 de ago | Lugny – Lugny                                    | contrarreloj individual | 16,5           | Adrien Costa            | Amund Grøndahl Jansen   |
| 5.ª etapa | 24 de ago | Scionzier – Les Carroz d'Arâches                 | etapa de media montaña  | 97,8           | Jhon Anderson Rodríguez | Nico Denz               |
| 6.ª etapa | 25 de ago | Saint-Gervais-les-Bains – Tignes                 | etapa de montaña        | 123,6          | David Gaudu             | Jhon Anderson Rodríguez |
| 7.ª etapa | 26 de ago | Val-d'Isère – Valmeinier                         | etapa de montaña        | 121,1          | Nick Schultz            | David Gaudu             |
| 8.ª etapa | 27 de ago | Saint-Michel-de-Maurienne – Saint-Sorlin-d'Arves | etapa de montaña        | 72             | Neilson Powless         | David Gaudu             |

## Clasificaciones finales
Las clasificaciones finalizaron de la siguiente forma:

### Clasificación general
| \| Clasificación general \| Clasificación general \| Clasificación general \| Clasificación general \| Clasificación general \| \| Ciclista \| Ciclista \| Equipo \| Tiempo \| \| \| --------------------- \| --------------------- \| ---------------------- \| --------------------- \| --------------------- \| \| 1.º \| David Gaudu \| Francia sub-23 \| 23 h 31 min 51 s \| \| \| 2.º \| Edward Ravasi \| Italia sub-23 \| + 24 s \| \| \| 3.º \| Adrien Costa \| Estados Unidos sub-23 \| + 1 min 23 s \| \| \| 4.º \| Egan Bernal \| Colombia sub-23 \| + 2 min 46 s \| \| \| 5.º \| Jai Hindley \| Australia sub-23 \| + 3 min 09 s \| \| \| 6.º \| Tao Geoghegan Hart \| Gran Bretaña sub-23 \| + 4 min 16 s \| \| \| 7.º \| Michael Storer \| Australia sub-23 \| + 4 min 50 s \| \| \| 8.º \| Michal Schlegel \| República Checa sub-23 \| + 5 min 15 s \| \| \| 9.º \| Harm Vanhoucke \| Bélgica sub-23 \| + 6 min 39 s \| \| \| 10.º \| Cristián Rodríguez \| España sub-23 \| + 8 min 34 s \| \| \| 11.º \| Pavel Sivakov \| Rusia sub-23 \| + 9 min 51 s \| \| \| 12.º \| Artem Nych \| Rusia sub-23 \| + 10 min 24 s \| \| \| 13.º \| Matteo Fabbro \| Italia sub-23 \| + 10 min 51 s \| \| \| 14.º \| Antwan Tolhoek \| Países Bajos sub-23 \| + 13 min 29 s \| \| \| 15.º \| Markus Freiberger \| Austria sub-23 \| + 16 min 09 s \| \| |                    |                        |                  |
| |                    |                        |                  |
| Fuente: ProCyclingStats |                    |                        |                  |
| Clasificación general |                    |                        |                  |
| Ciclista | Ciclista           | Equipo                 | Tiempo           |
| 1.º | David Gaudu        | Francia sub-23         | 23 h 31 min 51 s |
| 2.º | Edward Ravasi      | Italia sub-23          | + 24 s           |
| 3.º | Adrien Costa       | Estados Unidos sub-23  | + 1 min 23 s     |
| 4.º | Egan Bernal        | Colombia sub-23        | + 2 min 46 s     |
| 5.º | Jai Hindley        | Australia sub-23       | + 3 min 09 s     |
| 6.º | Tao Geoghegan Hart | Gran Bretaña sub-23    | + 4 min 16 s     |
| 7.º | Michael Storer     | Australia sub-23       | + 4 min 50 s     |
| 8.º | Michal Schlegel    | República Checa sub-23 | + 5 min 15 s     |
| 9.º | Harm Vanhoucke     | Bélgica sub-23         | + 6 min 39 s     |
| 10.º | Cristián Rodríguez | España sub-23          | + 8 min 34 s     |
| 11.º | Pavel Sivakov      | Rusia sub-23           | + 9 min 51 s     |
| 12.º | Artem Nych         | Rusia sub-23           | + 10 min 24 s    |
| 13.º | Matteo Fabbro      | Italia sub-23          | + 10 min 51 s    |
| 14.º | Antwan Tolhoek     | Países Bajos sub-23    | + 13 min 29 s    |
| 15.º | Markus Freiberger  | Austria sub-23         | + 16 min 09 s    |

### Clasificación por puntos
| Clasificación por puntos | Clasificación por puntos | Clasificación por puntos | Clasificación por puntos | Clasificación por puntos |
| Ciclista                 | Ciclista                 | Equipo                   | Puntos                   |                          |
| ------------------------ | ------------------------ | ------------------------ | ------------------------ | ------------------------ |
| 1.º                      | Vincenzo Albanese        | Italia sub-23            | 69 pts                   |                          |
| 2.º                      | Amund Grøndahl Jansen    | Noruega sub-23           | 69 pts                   |                          |
| 3.º                      | Jonathan Dibben          | Gran Bretaña sub-23      | 46 pts                   |                          |
| 4.º                      | David Gaudu              | Francia sub-23           | 38 pts                   |                          |
| 5.º                      | Nico Denz                | Alemania sub-23          | 38 pts                   |                          |
| 6.º                      | Iván García Cortina      | España sub-23            | 38 pts                   |                          |
| 7.º                      | Michael Carbel           | Dinamarca sub-23         | 33 pts                   |                          |
| 8.º                      | Tao Geoghegan Hart       | Gran Bretaña sub-23      | 27 pts                   |                          |
| 9.º                      | Joris Nieuwenhuis        | Países Bajos sub-23      | 26 pts                   |                          |
| 10.º                     | Gašper Katrašnik         | Eslovenia sub-23         | 26 pts                   |                          |

### Clasificación de la montaña
| Clasificación de la montaña | Clasificación de la montaña | Clasificación de la montaña | Clasificación de la montaña | Clasificación de la montaña |
| Ciclista                    | Ciclista                    | Equipo                      | Puntos                      |                             |
| --------------------------- | --------------------------- | --------------------------- | --------------------------- | --------------------------- |
| 1.º                         | Lucas Hamilton              | Australia sub-23            | 49 pts                      |                             |
| 2.º                         | Jhon Anderson Rodríguez     | Colombia sub-23             | 45 pts                      |                             |
| 3.º                         | Miguel Flórez López         | Colombia sub-23             | 44 pts                      |                             |
| 4.º                         | David Gaudu                 | Francia sub-23              | 43 pts                      |                             |
| 5.º                         | Egan Bernal                 | Colombia sub-23             | 35 pts                      |                             |
| 6.º                         | Edward Ravasi               | Italia sub-23               | 33 pts                      |                             |
| 7.º                         | Nick Schultz                | Australia sub-23            | 32 pts                      |                             |
| 8.º                         | Neilson Powless             | Estados Unidos sub-23       | 31 pts                      |                             |
| 9.º                         | Daniel Felipe Martínez      | Colombia sub-23             | 28 pts                      |                             |
| 10.º                        | Adrien Costa                | Estados Unidos sub-23       | 26 pts                      |                             |

### Clasificación por equipos
| Clasificación por equipos | Clasificación por equipos | Clasificación por equipos | Clasificación por equipos |
| Equipo                    | Equipo                    | Tiempo                    |                           |
| ------------------------- | ------------------------- | ------------------------- | ------------------------- |
| 1.º                       | Australia sub-23          | 70 h 43 min 16 s          |                           |
| 2.º                       | Francia sub-23            | + 25 min 21 s             |                           |
| 3.º                       | Colombia sub-23           | + 31 min 23 s             |                           |
| 4.º                       | Rusia sub-23              | + 32 min 07 s             |                           |
| 5.º                       | Italia sub-23             | + 59 min 58 s             |                           |
| 6.º                       | Estados Unidos sub-23     | + 1 h 02 min 42 s         |                           |
| 7.º                       | España sub-23             | + 1 h 03 min 49 s         |                           |
| 8.º                       | Países Bajos sub-23       | + 1 h 34 min 00 s         |                           |
| 9.º                       | Alemania sub-23           | + 1 h 38 min 39 s         |                           |
| 10.º                      | Bélgica sub-23            | + 1 h 41 min 49 s         |                           |

## Evolución de las clasificaciones
| Etapa                   | Vencedor                | Clasificación general Maillot jaune | Clasificación por puntos Maillot vert | Clasificación de la montaña Maillot à pois rouges | Clasificación por equipos Classement par équipe |
| ----------------------- | ----------------------- | ----------------------------------- | ------------------------------------- | ------------------------------------------------- | ----------------------------------------------- |
| 1.ª                     | Vincenzo Albanese       | Vincenzo Albanese                   | Vincenzo Albanese                     | Vincenzo Albanese                                 | Italia sub-23                                   |
| 2.ª                     | Amund Grøndahl Jansen   | Amund Grøndahl Jansen               | Amund Grøndahl Jansen                 | Vincenzo Albanese                                 | Noruega sub-23                                  |
| 3.ª                     | Kristoffer Halvorsen    | Amund Grøndahl Jansen               | Amund Grøndahl Jansen                 | David Per                                         | Noruega sub-23                                  |
| 4.ª                     | Adrien Costa            | Amund Grøndahl Jansen               | Amund Grøndahl Jansen                 | David Per                                         | Alemania sub-23                                 |
| 5.ª                     | Jhon Anderson Rodríguez | Nico Denz                           | Amund Grøndahl Jansen                 | John Anderson Rodríguez                           | Alemania sub-23                                 |
| 6.ª                     | David Gaudu             | Jhon Anderson Rodríguez             | Amund Grøndahl Jansen                 | John Anderson Rodríguez                           | Australia sub-23                                |
| 7.ª                     | Nick Schultz            | David Gaudu                         | Vincenzo Albanese                     | John Anderson Rodríguez                           | Australia sub-23                                |
| 8.ª                     | Neilson Powless         | David Gaudu                         | Vincenzo Albanese                     | Lucas Hamilton                                    | Australia sub-23                                |
| Clasificaciones finales | Clasificaciones finales | David Gaudu                         | Vincenzo Albanese                     | Lucas Hamilton                                    | Australia sub-23                                |